# Phaeochrous tanzanianus
Phaeochrous tanzanianus är en skalbaggsart som beskrevs av Tagliaferri 2002. Phaeochrous tanzanianus ingår i släktet Phaeochrous och familjen Hybosoridae. Inga underarter finns listade i Catalogue of Life.